# Wściekły Byk
Wściekły Byk (ang. Raging Bull) – amerykański film biograficzny z 1980 roku w reżyserii Martina Scorsese. Opowiada o karierze pięściarza Jake’a LaMotty (w tej roli Robert De Niro).
W ramach przygotowań do swojej roli Robert De Niro przytył prawie 30 kg.

## Obsada
- Robert De Niro – Jake LaMotta
- Cathy Moriarty – Vickie LaMotta
- Joe Pesci – Joey LaMotta
- Frank Vincent – Salvy
- Nicholas Colasanto – Tommy Como
- Theresa Saldana – Lenore
- Mario Gallo – Mario
- Frank Adonis – Patsy
- Joseph Bono – Guido
- Frank Topham – Toppy
- Lori Anne Flax – Irma

## Fabuła
Jake La Motta rozpoczął karierę w roku 1941. Szybko piął się po coraz wyższych szczeblach, aż w roku 1949 został mistrzem świata w wadze średniej. Na ringu swoich rywali pokonywał z łatwością, jednak kolejne zwycięstwa nie przynosiły mu poczucia psychicznej stabilizacji. Całą swoją złość zaczął wyładowywać na żonie Vicky oraz stosunki z bratem Joeyem uległy znacznemu pogorszeniu. Film pokazuje La Mottę do gorzkich lat starości.
W ostatniej scenie De Niro jako LaMotta powtarza kwestię z filmu Na nabrzeżach.

## Głosy krytyków
W plebiscycie krytyków filmowych, zorganizowanym w 2012 r. przez czasopismo Brytyjskiego Instytutu Filmowego „Sight & Sound”, Wściekły Byk na 250 ocenianych filmów zajął 53 miejsce.

## Nagrody
- 1982 Robert De Niro – nominacja BAFTA Najlepszy aktor
- 1982 Joe Pesci – Nagroda Główna BAFTA Najlepszy aktor drugoplanowy
- 1982 Thelma Schoonmaker – BAFTA Najlepszy montaż
- 1981 Martin Scorsese – nominacja Oscar najlepszy reżyser
- 1981 Martin Scorsese – nominacja Złoty Glob najlepszy reżyser
- 1981 Robert De Niro – Oscar najlepszy aktor
- 1981 Robert De Niro – Złoty Glob najlepszy aktor w dramacie
- 1981 Joe Pesci – nominacja Oscar najlepszy aktor drugoplanowy
- 1981 Joe Pesci – nominacja Złoty Glob najlepszy aktor w dramacie
- 1981 Michael Chapman – nominacja Oscar najlepsze zdjęcia
- 1981 nominacja Złoty Glob najlepszy dramat
- 1981 Cathy Moriarty – nominacja Złoty Glob najlepsza aktorka drugoplanowa
- 1981 Cathy Moriarty – nominacja Oscar najlepsza aktorka drugoplanowa
- 1981 nominacja Oscar najlepszy film
- 1981 Thelma Schoonmaker – Oscar najlepszy montaż
- 1981 Paul Schrader – nominacja Złoty Glob najlepszy scenariusz
- 1981 Mardik Martin – nominacja Złoty Glob najlepszy scenariusz
- 1981 nominacja Oscar najlepszy dźwięk